# Stoptaak
Stoptaken zijn reactietaken waarbij in een aantal gevallen het reactiesignaal wordt gevolgd door een stopsignaal dat zegt dat men de reactie moet afbreken. Zij zijn ontworpen om het vermogen  tot inhibitie van motorisch reacties te bepalen.  Stoppen is te vergelijken met een voetballer die een voorzet wil geven naar een teamgenoot maar op het laatste moment, als hij beseft dat deze in een buitenspelpositie staat, zijn actie moet afbreken.

## Opzet
In stoptaken wordt meestal gebruikgemaakt van een visueel reactiesignaal (ook wel primaire taak genoemd) dat gevolgd wordt door een auditief stopsignaal. Soms wordt in de helft van de aanbiedingen (trials genoemd) een stopsignaal aangeboden. Dit is volgens toeval bepaald, zodat de proefpersoon nooit weet of er wel of niet een stopsignaal zal volgen op het reactiesignaal. Meestal  is echter het percentage lager; er volgt dan bijvoorbeeld maar in 20 % van de trials op het reactiesignaal een stopsignaal. Dit heeft als consequentie dat men sterker op de primaire taak is gericht, en minder bezig is met het anticiperen van het stopsignaal (anders gezegd: er is dan een sterkere motorische druk om snel te reageren dan bij een percentage van 50%).
Het interval tussen reactie- en stopsignaal noemt men de stopsignaal uitstelperiode (delay). Door de uitstelperiode van het stopsignaal systematisch te variëren (bijvoorbeeld in 5 stappen tussen 100 en 500 msec; deze waarden zijn steeds volgens toeval bepaald) kan men een zogeheten inhibitiefunctie bepalen. Dit is een functie waarbij men het percentage trials waarbij de reactie kon worden afgebroken, uitzet tegen de duur van de uitstelperiode. Bij een kort uitstel is het percentage succesvolle  inhibities het grootst, bij langere uitstelperioden neemt dit percentage geleidelijk  af. De motorische reactie is dan als het ware al zo ver 'onderweg', dat hij niet meer kan worden afgebroken.

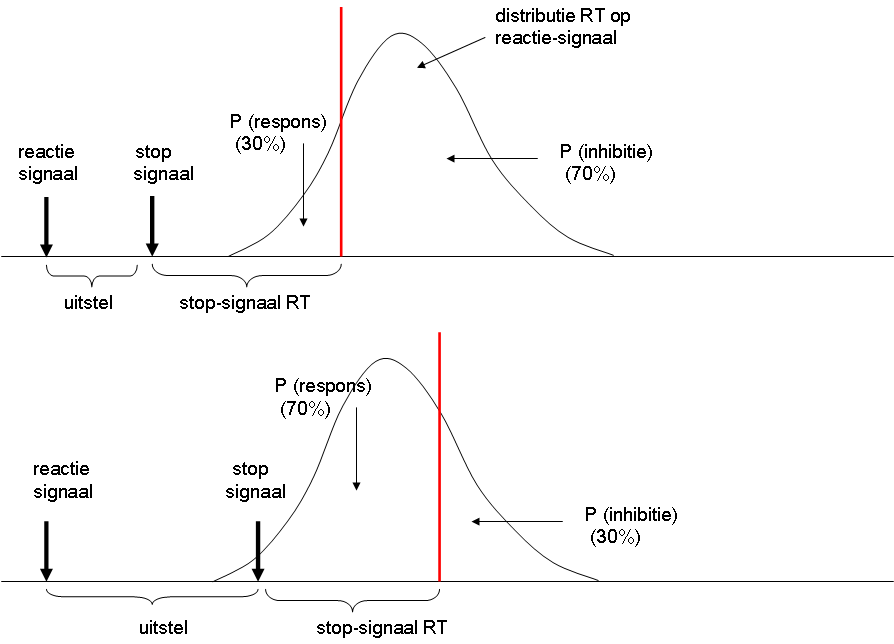
Voorbeeld van het paardenrace-model. Weergegeven is de distributie van reactietijden op het reactiesignaal. Aangenomen is dat de interne reactie op het stopsignaal (rode lijn) een constante waarde heeft. Boven: bij een korte uitstelperiode is het percentage succesvolle inhibities (P inhibitie) relatief groot. Het aantal niet geslaagde inhibities (P respons) is klein. Onder: bij een lang uitstel van het stopsignaal is het percentage succesvolle inhibities sterk afgenomen, en het aantal niet geslaagde inhibities sterk toegenomen

In plaats van de uitstelperiode vast te kiezen, wordt deze periode soms ook wel per individu apart bepaald. Men kan bijvoorbeeld per individu een zodanige waarde kiezen, dat deze resulteert in (voor alle individuen) ongeveer gelijke percentages (50%) van succesvolle en niet succesvolle inhibities.

## Paardenrace-model
Ter verklaring van deze resultaten is door de Amerikaanse experimenteel psycholoog Gordon Logan het paardenrace-model (horse race model) ontworpen. Dit model gaat ervan uit dat er een soort wedstrijd in de tijd plaatsvindt tussen het reactie- en het stopsignaal. Bij een kort uitstel wint het stop-signaal de race, en wordt de reactie succesvol geïnhibeerd. Aangenomen wordt dat de interne reactie op het stopsignaal een constante waarde (van ongeveer 200 msec) heeft. Hoewel de uitgangspunten van het paardenrace-model soms zijn aangevochten, blijkt het model zeer robuust tegen kleine schendingen van de assumpties en blijken  de resultaten verkregen met stoptaken verrassend consistent. 
Stoptaken zijn in de klinische psychologie veel toegepast in onderzoek naar hyperactiviteit en ADHD bij kinderen.